# Hans-Jürgen Schmitt
Hans-Jürgen Schmitt (* 1938 in Bamberg) ist ein deutscher Publizist, Übersetzer und Literaturkritiker.

## Leben
Schmitt studierte Germanistik, Romanistik und Philosophie. Mit der Schrift Über das dichterische Werk Gottfried Benns erlangte er 1970 die Doktorwürde der Philosophischen Fakultät der Julius-Maximilians-Universität zu Würzburg. Er war literarischer Verlagslektor bei Piper, S. Fischer und Hoffmann und Campe sowie von 1975 bis 1978 Literaturredakteur beim Hessischen Rundfunk (HR). Ein Schwerpunkt seiner Arbeit sowohl als Lektor als auch als Literaturwissenschaftler und Literaturkritiker war zunächst die Vermittlung der DDR-Literatur, ab den 1980er Jahren der iberoamerikanischen Literatur.
Während des Studiums ab Mitte der 1960er Jahre bis 1971 arbeitete er am Literaturblatt und Feuilleton der FAZ mit; danach war er ständiger Mitarbeiter in der Frankfurter Rundschau und in der Süddeutschen Zeitung (bis 2001) und schrieb Essays und Features für den HR in Frankfurt/Main. Ab 1987 war er als freier Publizist und Feature-Autor tätig unter anderem für die Rundfunksender HR, WDR und DLF. Während längerer Aufenthalte lernte er Mexiko und Guatemala kennen; 1988/89 war er beteiligt an der ARD-Filmexpedition in Mexiko Auf der Suche nach B. Traven. Für den Schwerpunkt „Mexiko“ der Frankfurter Buchmesse 1992 entstand für arte ein Film über die Ansichten mexikanischer Schriftsteller über ihre Hauptstadt. Zwischen 1993 und 2004 lebte Schmitt als Kulturkorrespondent und Literaturkritiker in Spanien.

## Werke (Auswahl)
- 19 Erzähler der DDR. Fischer, Frankfurt/Main 1971
- Neue Erzähler der DDR. (Mit Doris Schmitt) Fischer, Frankfurt/Main 1975
- Die großen sozialistischen Erzähler. (Mit Doris Schmitt). Fischer, Frankfurt/Main 1976
- Die Expressionismusdebatte. Materialien zu einer marxistischen Realismuskonzeption. Suhrkamp, Frankfurt/Main 1973
- Sozialistische Realismuskonzeptionen. Dokumente zum 1. Allunionskongreß der Sowjetschriftsteller. Mit Godehard Schramm. Suhrkamp, Frankfurt/Main 1974
- Die deutsche Literatur. Ein Abriss. Hrsg. mit O. F. Best. 17 Bände; darin eigene Bände: Romantik I, Romantik II Reclam 1974 ff.
- Der Streit mit Georg Lukács. Suhrkamp, Frankfurt/Main 1978
- Geschichten aus der DDR. Hoffmann und Campe, Hamburg 1979
- Die Literatur der DDR. Hansers Sozialgeschichte der deutschen Literatur, Band 11, München 1983
- Franz Fühmann. Den Katzenartigen wollten wir verbrennen. Ein Lesebuch. Hoffmann und Campe. Hamburg 1983
- Wolfgang Hilbig. Das Meer in Sachsen. Prosa u. Gedichte. Büchergilde Gutenberg, Frankfurt/Main 1991
- Franz Fühmann. Briefe 1950–1984. Hinstorff Verlag, Rostock und Büchergilde 1994

## Iberoamerikanische Editionen / Übersetzungen
- Jaime Sabines: Dein Körper neben mir. Gedichte. Mit María Cano-Caunedo. Vervuert Verlag, Frankfurt/Main 1987
- Auch Spanien ist Europa. Ein Dossier. Rowohlt Literaturmagazin 23. Hamburg 1989
- Grenzüberschreitungen. Eine Ansicht spanischer Literatur. Schreibheft  Nr. 38. Essen 1991
- Leopoldo Lugones: Die Entdeckung des Umkreises. Leipzig und Frankfurt/Main 1991
- Dtv Merian reiseführer. Mexiko.(Mit Karin Vogt u. José A. Friedl Zapata) Hamburg 1991
- Horacio Quiroga: Urwaldgeschichten. Frankfurt/Main 1994
- Leopoldo Lugones: Die Augen der Pharaonin. Teilübersetzung. Frankfurt/Main 1996
- José Revueltas: Die  schwarze Katze der Verfassung im dunklen Zimmer der mexikanischen Politik. Auswahl. Suhrkamp, Frankfurt/Main 1997
- Mit gezücktem Messer in der Nacht. Delmira Agustini. Alfonsina Storni. Alejandra Pizarnik. Lyrik-Essay/Übers. Ammann, Zürich 2000
- Pablo Neruda. Der universelle Dichter. (Werkmonographie). edition text+ kritik. München 2009
- Pablo Neruda. Geografía infructuosa/Unfruchtbare Geographie. Poemas/Gedichte. Mit Ute Steinbicker. teamart Verlag, Zürich 2011
- Mario Vargas Llosa. Der peruanische Kosmopolit. (Werkmonographie). edition text + kritik. München 2013
- Julio Cortázar. Der phantastische Realist.(Werkmonographie): edition text + kritik. München 2017

## Nachworte (Auswahl)
- Nicht nur ein vertikales Lächeln. Zur Erotik des neuen Spanien; in: Unmögliche Lieben (Hrsg. Laura Freixas), Büchergilde Gutenberg, 1991
- Im Labyrinth mexikanischer Erzähler; in: Menschenlabyrinth (Hrsg. Gustavo Sainz) Büchergilde Gutenberg, 1992
- Carlos Fuentes. In: Carlos Fuentes Das Haupt der Hydra. dtv, München 1994
- Sturz in den Himmel. Erotische Texte Spaniens von Joannot Martorell bis Javier Marías. Berliner Taschenbuchverlag, 2004
- Pessoa/Álvaro de Campos. In: Pessoa. Álvaro de Campos Poesia - Poesie (Hrsg. u. Übersetzung Inés Koebel). Werkausgabe. Ammann, Zürich 2007

## Essays (Auswahl)
- 'Hundert Jahre Einsamkeit'. Über den Roman des kolumbianischen Erzählers Gabriel García Márquez; in Publik, 12. Juni 1970 und Review 70. Center for Inter-American Relations. Supplement on García Márquez. One Hundred Years of Solitude. New York 1971
- 'Weltbürger, Mexikaner'. Notizen zu Octavio Paz. (Zum Friedenspreis des Deutschen Buchhandels); in Frankfurter Rundschau (FR), 6. Oktober 1984
- 'Ich bin nur ein Spurensucher der Nacht'. Über den mexikanischen Dichter Jaime Sabines; in Rowohlt Literaturmagazin 17, 1986
- 'Das unlesbare Meisterwerk'. Der kubanische Stilexorzist Guillermo Cabrera Infante; in FR, 27. Oktober 1990
- 'Das Zentralkomitee liest nicht mehr'. DDR-Literatur im Umbruch; in Rowohlt Literaturmagazin 25, 1990
- 'Helmut Heißenbüttel in seinen Essays'. Versuch einer erneuten Annäherung.(Zum 70. Geburtstag); in >Für Helmut Heißenbüttel<, Klett-Cotta, 1991
- 'Der Fürst der Finsternis'. Der argentinische Schriftsteller Ernesto Sábato wird achtzig Jahre alt; in FR, 22. Juni 1991
- 'Von einer Republik der Dichter'. Mexikos Schriftsteller und ihre politisch-literarische Kultur; in Süddeutsche Zeitung (SZ), 30. September 1992
- 'Sein Leben eine Kette von Zufällen'. Über Jorge Semprún. (Zum Friedenspreis des Deutschen Buchhandels); in SZ 1.–3. Oktober 1994
- 'Ein Extremist vom Rio de la Plata'. Über Leopoldo Lugones; in FR, 2. Dezember 1995
- 'Fisch im Wasser-Fisch an Land. Über Mario Vargas Llosa. (Zum Friedenspreis des Deutschen Buchhandels); in SZ 5.–6. Oktober 1996
- 'Alfred Döblins Lateinamerika.' Seine Amazonastrilogie und ihre Nachfolger Asturias, Roa Bastos, García Márquez;in Rowohlt Literaturmagazin 38, 1996
- 'Purzelbaum durch die Zeit'. Franz Kafka trifft Don Quijote. Notate zu einer Verwandtschaft; in Frankfurter Rundschau, 27. September 1997
- 'Kam auf diese Welt mit Augen, ohne Augen geh ich.' Die Neuentdeckung Federico García Lorcas. Zu seinem 100. Geburtstag; in FR, 6. Juni 1998
- 'On His Blindness.' Borges und seine Blindheit; in Rowohlt Literaturmagazin 43, 1999

## Dokumentarfilm
Mexiko. Wie Schriftsteller ihre Stadt sehen (Mit Jürgen Wilke) 60 Min. für arte und HR III, 1992